# Castenaso
Castenaso ist eine Stadt mit 16.357 Einwohnern (Stand 31. Dezember 2023) in der Metropolitanstadt Bologna (Region Emilia-Romagna) in Italien. Die Gemeinde liegt am Fluss Idice.
Die Nachbargemeinden sind Bologna, Budrio, Granarolo dell’Emilia, Ozzano dell’Emilia und San Lazzaro di Savena.
Im Ortsteil Villanova wurde ein Grabfeld der Villanovakultur entdeckt.